# Pelham 1-2-3 kapat
Pelham 1-2-3 kapat (originaltitel: The Taking of Pelham One Two Three) är en amerikansk film från 1974 i regi av Joseph Sargent och med bland andra Walter Matthau, Robert Shaw, Martin Balsam och Héctor Elizondo i rollerna.

## Handling
Efter noggrann planering kapas ett tunnelbanetåg i New York av fyra män i övre medelåldern, vilka begär 1 miljon US-dollar för att inte döda sin gisslan. Bra kritik för spännande genomförande av filmen.

## Rollista (urval)
| Walter Matthau  | – Lt. Zachary "Z" Garber          |
| Robert Shaw     | – Bernard Ryder aka Mr. Blue      |
| Martin Balsam   | – Harold Longman aka Mr. Green    |
| Héctor Elizondo | – Giuseppe Benvenuto aka Mr. Grey |
| Earl Hindman    | – George Steever aka Mr. Brown    |
| James Broderick | – Denny Doyle                     |
| Dick O'Neill    | – Frank Correll                   |
| Lee Wallace     | – The Mayor                       |
| Tony Roberts    | – Deputy Mayor Warren LaSalle     |
| Doris Roberts   | – Jessie, the Mayor's Wife        |
| Jerry Stiller   | – Lt. Rico Patrone                |